# Article 67 du traité sur le fonctionnement de l'Union européenne
L’article 67 du traité sur le fonctionnement de l'Union européenne est la première disposition du titre concernant l'espace de liberté, de sécurité et de justice.

## Disposition
L'article 67 dispose :

« 1. L’Union constitue un espace de liberté, de sécurité et de justice dans le respect des droits fondamentaux et des différents systèmes et traditions juridiques des États membres.
2. Elle assure l’absence de contrôles des personnes aux frontières intérieures et développe une politique commune en matière d’asile, d’immigration et de contrôle des frontières extérieures qui est fondée sur la solidarité entre États membres et qui est équitable à l’égard des ressortissants des pays tiers. Aux fins du présent titre, les apatrides sont assimilés aux ressortissants des pays tiers.
3. L’Union œuvre pour assurer un niveau élevé de sécurité par des mesures de prévention de la criminalité, du racisme et de la xénophobie, ainsi que de lutte contre ceux-ci, par des mesures de coordination et de coopération entre autorités policières et judiciaires et autres autorités compétentes, ainsi que par la reconnaissance mutuelle des décisions judiciaires en matière pénale et, si nécessaire, par le rapprochement des législations pénales.
4. L’Union facilite l’accès à la justice, notamment par le principe de reconnaissance mutuelle des décisions judiciaires et extrajudiciaires en matière civile. »

## Contenu et analyse
L'article 67 TFUE est pertinent notamment en droit pénal européen. En effet, il vient préciser l'article 3 TUE relatif à l’établissement de l'espace de liberté, de sécurité et de justice et au marché intérieur. Le premier paragraphe rappelle dans un premier temps deux règles : le respect des droits fondamentaux, et le respect des « systèmes et traditions juridiques des États membres ». L'aspect sécuritaire de l’espace ainsi créé est quant à lui abordé au paragraphe 3.

## Sources